# Dictator (album)
Dictator je druhé album rockové skupiny Scars On Broadway. Album vyšlo 20. července 2018. Prvním singlem se stala píseň "Lives", která dostala i vlastní videoklip. 
Po oznámení tohoto alba se skupina přejmenovala z původního názvu (Scars on Broadway) na "Daron Malakian and Scars on Broadway".  Malakian také oznámil, že písně z tohoto alba se mohli objevit na novém albu skupiny System Of A Down, ale díky neshodě ve skupině vytvořit nové album SOAD, se nakonec rozhodl tyto písně použít na tomto albu.
Malakianův otec Vartan Malakian se opět podílel na obalu alba. V minulosti se už podílel na prvním obalu alba Scars On Broadway, ale také se podílel na albech Mezmerize a Hypnotize od System Of A Down,

## Seznam skladeb
Všechny skladby napsal(i) Daron Malakian. 
| Pořadí         | Název                                                   | Délka |
| -------------- | ------------------------------------------------------- | ----- |
| 1.             | Lives                                                   | 4:04  |
| 2.             | Angry Guru                                              | 3:36  |
| 3.             | Dictator                                                | 3:00  |
| 4.             | Fuck and Kill                                           | 3:35  |
| 5.             | Guns Are Loaded                                         | 4:14  |
| 6.             | Never Forget                                            | 3:19  |
| 7.             | Talkin Shit                                             | 4:50  |
| 8.             | Till the End                                            | 4:55  |
| 9.             | We Won't Obey                                           | 3:39  |
| 10.            | Sickening Wars                                          | 2:18  |
| 11.            | Gie Mou "My Son" (instrumental, Stamatis Kokotas cover) | 2:56  |
| 12.            | Assimilate (Skinny Puppy cover)                         | 3:39  |
| Celková délka: | Celková délka:                                          | 44:05 |

## Zajímavosti
Daron Malakian nahrál celé album sám už v roce 2012.
Na obalu druhého alba pracoval Daronův otec Vartan Malakian, který v minulosti pracoval i na albech akupiny System of a Down (Mezmerize a Hypnotize).